# Norrhult-Klavreström
Norrhult-Klavreström est une localité de Suède dans la commune d'Uppvidinge située dans le comté de Kronoberg.
Sa population était de 1 258 habitants en 2019.